# Roestes ogilviei
Roestes ogilviei är en fiskart som först beskrevs av Fowler, 1914.  Roestes ogilviei ingår i släktet Roestes och familjen Cynodontidae. Inga underarter finns listade i Catalogue of Life.